# Oscar Björck
Oscar Gustaf Björck (født 15. januar 1860 i Stockholm, død 5. december 1929) var en svensk maler.
Allerede under Edvard Perséus og på Akademiet, hvor han i år 1882 nåede den kongelige medalje for Den fortabte Søn, viste hans betydelige evner sig, der yderligere udvikledes ved påvirkning fra de danske Skagensmalerne, ved studieophold i Paris, München, Venedig og Rom. 
Hans jævne, sundt realistiske kunst bæres oppe af støt teknik; i Danmark har den vundet terræn allerede ved den nordiske Kunstudstilling 1883, Skaal med flere, dog særlig ved det udmærkede, af nuets liv opfyldte, Nødskud, 1884, tilhører Statens Museum for Kunst, der også ejer Dameportræt, Olga von Heidenstam, 1900. Hans Grøntorv i Venedig, 1886, og hans store atelierstudie Susanna findes i Göteborgs Museum ligeså hans Portræt af min Hustru, 1891, hans meget dygtig malede Romerske smede som vistes på Parisersalonen i 1887 og indgår i samlingerne i Corcoran Gallery of Art i Washington D.C., Nationalmuseet i Stockholm ejer En venetiansk Halle (1888) og Middagsfodring (1890) med mere Björck er desuden en fortræffelig portrætmaler,  både ved karaktertegningens sikkerhed og farvens fylde; han forstår  desuden med elegance at give det fornemme repræsentationsbillede; blandt  hans mange portrætter skal eksempelvis nævnes en del billeder af den  svenske kongelige familie kongerne Oscar og Gustaf, Kronprinsessen,  1909, Prinsesse Ingeborg, 1904 med videre, Verner von Heidenstam, Tamm (formentlig Henric Tamm, Fraenkel(?) etc.

## Galleri
- Oscar Björck, Et Nødskud, 1884, Statens Museum for Kunst
- Oscar Björck, Båden sættes i søen. Skagen, 1884
- Forstudie til Romerske smede, 1887
- Studie til hovedfiguren i Peder Severin Krøyers maleri Hip, hip, hurra, 1888
- P.S. Krøyer - Hip hip hurra, 1888